# Columbia River Bridge (Bridgeport)
Die Columbia River Bridge, auch Bridgeport Bridge, ist eine zweispurige Straßenbrücke über den Columbia River am südöstlichen Ende von Bridgeport im Douglas County des Bundesstaates Washington. Sie führt die Washington State Route 17 und wird vom Washington State Department of Transportation (WSDOT) betrieben.

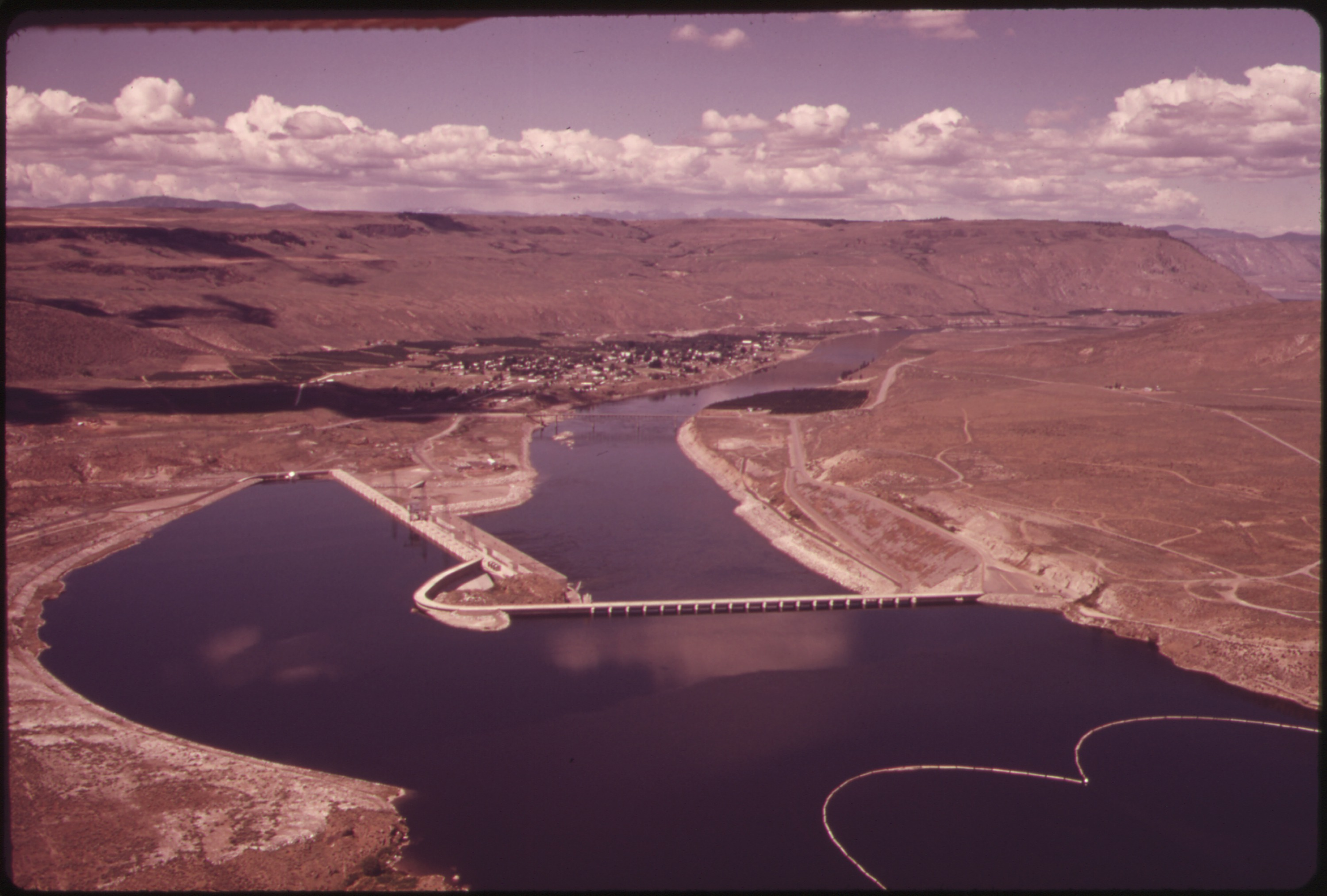
Die Chief-Joseph-Talsperre, dahinter flussabwärts die Columbia River Bridge und Bridgeport (1973)

Die 1950 in Betrieb genommene Fachwerkbrücke befindet sich einige hundert Meter flussabwärts hinter der Chief-Joseph-Talsperre und wurde vom United States Army Corps of Engineers im Rahmen des Bauprojektes der Staustufe (1949–1955) errichtet. 1952 wurde die Unterhaltung der Brücke an das Washington Department of Highways (heute WSDOT) übergeben, sie blieb aber Eigentum der Bundesregierung der Vereinigten Staaten.
Die auf sechs Pfeilern ruhende Brücke besteht aus einem 244 m langen zentralen Fachwerk-Durchlaufträger, an den sich eine Balkenbrücke mit 61 m Länge auf der Südseite und eine mit 43 m Länge auf der Nordseite anschließt. Der Durchlaufträger ist als Strebenfachwerk mit Pfosten und obenliegender Fahrbahn ausgeführt und bildet zwischen den mittleren Strompfeilern die größte Spannweite von 91 m. Die beiden sich anschließenden Spannweiten des symmetrischen Trägers betragen 76 m. Die Fahrbahn hat eine Breite von 7,9 m, an die sich beidseitig ein circa 1 m breiter Gehweg mit Geländer anschließt.
Die Columbia River Bridge wurde 1995 ins National Register of Historic Places aufgenommen (NRHP#: 95000632).